# Bataille de Largs
Guerre écosso-norvégienne
La bataille de Largs est une bataille qui eut lieu le 2 octobre 1263 près de Largs (North Ayrshire) entre la Norvège et l'Écosse.
Lors de la guerre écosso-norvégienne (1262-1266), les équipages de cinq navires norvégiens débarqués sur la côte furent massacrés par les archers écossais. Les Norvégiens ne purent établir une tête de pont et furent contraints de réembarquer le soir après avoir obtenu une trêve. Ce fut le plus important « engagement militaire » du conflit. Les forces norvégiennes étaient dirigées par le roi Håkon IV, et les forces écossaises du roi Alexandre III par le grand sénéchal Alexandre Stuart. Le résultat fut mitigé, mais, à long terme, favorable à l'Écosse.